# Distrikt La Unión (Dos de Mayo)
Der Distrikt La Unión liegt in der Provinz Dos de Mayo in der Region Huánuco in Westzentral-Peru. Der Distrikt wurde am 4. Mai 1875 gegründet. Er hat eine Fläche von 169 km². Beim Zensus 2017 wurden 6988 Einwohner gezählt. Im Jahr 1993 lag die Einwohnerzahl bei 5556, im Jahr 2007 bei 6114. Verwaltungssitz des Distriktes ist die 3204 m hoch gelegene Provinzhauptstadt La Unión mit 5410 Einwohnern (Stand 2017). La Unión befindet sich etwa 60 km westnordwestlich der Regionshauptstadt Huánuco.

## Geographische Lage
Der Distrikt La Unión liegt östlich der peruanischen Westkordillere im Südwesten der Provinz Dos de Mayo. Der Río Vizcarra fließt entlang der nordwestlichen Distriktgrenze, anfangs in östlicher, später in nördlicher Richtung, und entwässert das Areal.
Der Distrikt La Unión grenzt im Westen an den Distrikt Huallanca (Provinz Bolognesi), im Norden an die Distrikte Ripán und Sillapata, im Osten an den Distrikt Obas (Provinz Yarowilca) sowie im Südosten und im Süden an den Distrikt Rondos (Provinz Lauricocha).

## Ortschaften
Im Distrikt gibt es neben dem Hauptort folgende größere Ortschaften:
- Guellaycancha (247 Einwohner)
- Patopampa
- Seccha (201 Einwohner)
- Wariwayin